# رسلان زوبكوف
رسلان زوبكوف (بالأوكرانية: Зубков Руслан Владиславович)‏ هو لاعب كرة قدم أوكراني في مركز الدفاع، ولد في 24 نوفمبر 1991 في أوديسا في أوكرانيا. لعب مع نادي إيليتشيفيتس ماريوبول ونيمان غرودنو.

## وصلات خارجية
- رسلان زوبكوف على موقع اتحاد أوكرانيا (الإنجليزية)
- رسلان زوبكوف على موقع قاعدة بيانات كرة القدم.إي يو (الإنجليزية)
- رسلان زوبكوف على موقع Soccerway.com (الإنجليزية)
- رسلان زوبكوف على موقع عالم كرة القدم.نت (الإنجليزية)